# Tisno
Tisno (olaszul: Stretto) falu és község Horvátországban Šibenik-Knin megyében. Közigazgatásilag Betina, Dazlina, Dubrava kod Tisna, Jezera és Ivinj települések tartoznak hozzá.

## Fekvése
Šibenik központjától légvonalban 21, közúton 28 km-re nyugatra, Dalmácia középső részén, részben a Tisnoi-félszigeten, részben a Murter-szigeten fekszik. A település két részét elválasztó Murteri-csatorna (Murterski kanal) mindössze 38 méter széles és 1832 óta köti össze a ma is látható felnyitható híd.

## A település neve
A mai tisnoiak elődei úgy tartották, hogy amikor őseik a Murter-szigetet a kontinenstől elválasztó szoroson átkeltek és megtelepedtek a sziget északkeleti részén az új települést a szorosról (horvátul: tjesnac) nevezték el. A legrégibb horvát elnevezést egy a šibeniki múzeumban őrzött 1567-es térképen találjuk, ahol a település „Tischno” alakban szerepel. Maga a név a múltban többször is változott. Az osztrák-magyar térképeken, ahol a dalmáciai helynevek alapja az olasz nyelv volt a település „Stretto” néven szerepel. Később a régi jugoszláv időszakban a település régi neve a nyelvtanilag és helyesírási szempontból helyes „Tijesno” alakban tért vissza, bár a helyi dialektus alapján már akkor a Tisno alakot kellett volna használni. Az eredeti Tisno alak tért vissza a független Horvát Köztársaság megalakulása után és ma is ez az alak a használatos.

## Története
A régészeti leletek tanúsága szerint Tisno község területe már a római korban lakott volt. Az ivinji Szent Márton templom régészeti kutatása során a templom alatt egy nagy méretű, 1. századi római villagazdaság maradványai kerültek elő. Az épületegyüttesnek lakó és gazdasági részei voltak, belső udvarral rendelkezett. Külön helyiségek voltak kialakítva az olajbogyó feldolgozására és az olaj tárolására, valamint a munkások elszállásolására. Különösen fényűzően volt kialakítva a gazdaság urának lakrésze, melyet a feltárt mozaikmaradványok igazolnak. A leletek a Katuranić-palota állandó kiállításán láthatók. Előkerült egy háromhajós 5. századi ókeresztény bazilika is a hatszög alaprajzú keresztelőmedencével. A bazilika mellett 900 sírt is feltártak, melyek a 15. századból származnak. A bazilikát valószínűleg a török rombolta le a 15. században. Az ivinji Szent Márton templom a 11. században a római villa romjaira épült és ma is áll. Szent Márton kultusza Ivinjben valószínűleg a 6. századtól a 11. századig tartott. Dazlinán a 11. században szentelték fel a Szent Illés templomot, melyhez abban az időben az akkor még jelentéktelen Tribunj és Vodice is hozzá tartozott. A római  korban ezen a helyen, mely a Zára-Scardona út mellett feküdt erődített objektum állt.
A helyi hagyomány és a történészek álláspontja szerint Tisno területe a török hódítás idejében kezdett benépesülni. A törökök és a velenceiek Dalmácia területén hat háborút vívtak. Az első háború 1463-tól 1479-ig tartott, de a török már 1414-ben támadta a šibeniki területet. Az első háború kitöréséig tartó mintegy ötven évben több nagy támadást is intézett a šibeniki területek ellen több tízezer embert hajtva a rabságba. Ezért kezdett a lakosság megmaradt része a kontinentális területekről a biztonságosabb szigetekre menekülni és ennek intenzitása a háború idején tovább növekedett. A dalmát városok és nagyobb települések megerősítésére a velencei hatóságok erődfalak, várak építésébe kezdtek. Ebből a célból 1474-ben a dózse háromszáz aranydukátot küldött a šibeniki kormányzónak, melyből Mandaline és Tisno területén védőfalakat rendelt építeni. Ez Tisno esetében 1475-ben történt meg. A török veszély olyan mértékű volt, hogy amikor Girolamo Pisari šibeniki kormányzó 1478-ban Jurjevgradban (a mai Tribunj) tartózkodott parancsot adott a török elleni harcra. A dazlinai parasztok arról panaszkodtak, hogy a török zaklatások miatt nem tudnak tizedet fizetni. 1501 első hónapjaiban a töröl felégette a šibeniki terület tizenhat települését köztük Dazlinát, Grabovcét és Velimet.
Tisno első írásos említése tehát 1474-ben történt és a történészek szerint egészen 1548-ig a murteri plébániához tartozott. Ekkor szentelték fel a Szentlélek tiszteletére a tisnoi templomot, egyúttal megalapították az önálló tisnoi plébániát. A felszentelés ténye és dátuma a šibeniki püspök címerével ellátott táblán a templom délnyugati bejárata felett olvasható. Tisno legrégibb részének a település déli szélén található Ratot tartják. Lakói a mintegy két kilométerre fekvő Oštricáról teleptek itt meg. A 18. században gazdag itáliai családok települtek ide, akik idővel beolvadtak a helyi horvát lakosságba. Ebből az időből származik tizenegy itteni villa és a Mazzura-palota, melyben ma a községháza működik. 1797-ben a Velencei Köztársaság megszűnésével a Habsburg Birodalom része lett. 1806-ban Napóleon csapatai foglalták el és 1813-ig francia uralom alatt állt. A francia uralom idején alakult meg először Tisno község. Az 1811. októberi dekrétum Dalmáciát öt kerültere, tizenöt kantonra és 85 községre osztotta. A šibeniki kanton hat községe közül az egyiknek Tisno lett a székhelye, mely magában foglalta Betina, Jezera, Murter, Pirovac, Putičanje és Tisno településeket és vidéküket Dazlinával és Dubravával együtt. Napóleon bukása után ismét Habsburg uralom következett, mely az első világháború végéig tartott. Ebben az időszakban a település lakói főként mezőgazdaságból, halászatból és állattartásból éltek és Tisno kereskedelmi központ is volt. A község legnagyobb művelhető területei kiterjedt szőlő- és olajfaültetvényekkel a Murter-szigeten voltak. 1841-ben Tisno község 624 hektárnyi szőlőültetvényéből 457 hektár vegyes olajfás telepítésű volt. A bort és az olivaolajat šibeniki kereskedők szállították a trieszti és velencei piacokra. A szőlőtermesztés aranykora az 1870-es években volt, amikor a dalmáciai borokra hatalmas kereslet mutatkozott. Ennek az aranykornak a század végén pusztító filoxérajárvány vetett véget, mely először Zára környékét és szigeteit érte el, majd 1899-ben Šibenik környékén is tönkretette a szőlőültetvényeket. A településnek 1857-ben 454, 1910-ben 966 lakosa volt. Alapiskoláját 1902-ben létesítették a mai községháza helyén. Az I. világháború után rövid ideig az Olasz Királyság, ezután a Szerb-Horvát-Szlovén Királyság, majd Jugoszlávia része lett. Lakossága 2011-ben 1536 fő volt.

## Lakosság
| Lakosság változása | Lakosság változása | Lakosság változása | Lakosság változása | Lakosság változása | Lakosság változása | Lakosság változása | Lakosság változása | Lakosság változása | Lakosság változása | Lakosság változása | Lakosság változása | Lakosság változása | Lakosság változása | Lakosság változása | Lakosság változása |
| ------------------ | ------------------ | ------------------ | ------------------ | ------------------ | ------------------ | ------------------ | ------------------ | ------------------ | ------------------ | ------------------ | ------------------ | ------------------ | ------------------ | ------------------ | ------------------ |
| 1857               | 1869               | 1880               | 1890               | 1900               | 1910               | 1921               | 1931               | 1948               | 1953               | 1961               | 1971               | 1981               | 1991               | 2001               | 2011               |
| 1.192              | 1.307              | 1.280              | 1.484              | 1.656              | 1.689              | 1.920              | 2.032              | 1.787              | 1.607              | 1.455              | 1.570              | 1.221              | 1.431              | 1.377              | 1.287              |

## Nevezetességei
A Szentlélek tiszteletére szentelt plébániatemplomát 1548-ban szentelték fel. Már korábban is feltételezték, hogy a templom ennél sokkal korábbi lehet. Ezt látszott igazolni a kora gótikus szobor, mely a Szűzanyát ábrázolja gyermekével. A szobor keletkezését a 11. – 12. századra teszik és különlegességét az adja, hogy ezüst és aranylemezekkel van borítva és eredetileg sem volt festve. A szoborból mára kiállítási tárgy lett. A templom középkori falait végül a néhány éve zajlott rekonstrukció során sikerült megtalálni, amikor a szentélyben megtalálták az eredeti  gótikus apszis maradványait. A templom mai formáját 1854-ben az utolsó átépítéskor nyerte el. A különálló harangtorony 1640 körül épült, de nincsen teljesen befejezve, mert építését a kandiai háború kitörésekor abba kellett hagyni. Eredeti tervrajzát a plébánián őrzik.
A községháza épülete a 18. század végén és a 19. század elején épült. Téglalap alaprajzú épület, déli részén nyitott, négyzet alakú udvarral. Az épület kőből épült, a keleti és a nyugati homlokzatot vakolták. Minden homlokzaton egységes az ablakok ritmusa a profilozott ablakpárkányokkal. Az épületnek földszintje és emelete van, míg a második emelet T alaprajzú.
A Szent Rókus-templom a 17. században épült, alapvetően egyhajós téglalap alakú, apszis nélküli épület nyugat-keleti tájolással. Többnyire szabályosan faragott kőtömbökből, mely különösen a főhomlokzatra jellemző. A tető kétszintes, cseréppel borított, fa szerkezetű. A főhomlokzatot a félköríves ajtó és két félköríves ívű ablak tagolja. Az ajtó fölött rozetta és barokk stílusú oromzat látható, harangdúccal, benne három haranggal.
A levéltári dokumentumok szerint a Karavaji Boldogasszony-templomot a 18. század végén építették, majd 1890 -ben bővítették. Nyugat-keleti tájolású, egyhajós épület, nagy négyzet alakú apszissal. Szabálytalan kövekből épül, a sarkokban nagyobb kőtömbökkel. A templom keleti oldalán 1902-ben kétszintes kőből álló harangtornyot építettek. A földszinten ferde falak vannak. A második emeleten egy loggia biforámákkal. A harangtorony nyílásai profilozás nélküliek, teteje piramisban végződik.
A Szent András-templom egyhajós, téglalap alaprajzú épület, apszis nélkül. Szabálytalan kövekből épült, és teljesen be van vakolva. Elöl a téglalap alakú ajtót két azonos, téglalap alakú ablak keretezi. Az ajtó fölött keresztrozetta, legfelül pedig barokk harangdúc látható.
Szent Márton-templom egyhajós épület, félköríves apszissal. A homlokzat tetején az oromfalon harangdúc található egy nyílással. A templom 12. – 13. században épült egy római villa rustica maradványain. A római villa egy tágas épület volt, amelyet az 1. század elején építettek, majd később felújítottak. Az 5. században a villa nyugati részét kora keresztény háromhajós bazilikává alakították át. Keresztelőkápolnát és egy kisebb egyhajós templomot építettek ötszögű apszissal. A templom körül nemcsak az egykori villa nagy részét, hanem középkori sírokat is találtak.
A Szentlélek-templom egyhajós épület, négyzet alakú apszissal. Kőből épült, kívül vakolt. A főhomlokzaton profilos keretű, kiemelt profilú portál található. A templom mellett egy nagy, befejezetlen harangtorony épült, amelyet a 17. második felében építettek. A harangtorony alapja egy csonka piramis, amelynek az oldala ferde, oldalán pedig egy egyszerű kőkeretes ablak található.

## Galéria
- A plébániatemplom harangtornya
- A tisnoi híd nyitása
- A település központjának látképe
- Emeletes ház a központban
- Tisnoi házak
- Az Oliva emlékmű
- A Szent Rókus templom
- Tér az Oliva emlékművel
- Kikötői részlet

## Fordítás
Ez a szócikk részben vagy egészben  a   Tisno című horvát Wikipédia-szócikk ezen változatának fordításán alapul.  Az eredeti cikk szerkesztőit annak laptörténete sorolja fel. Ez a jelzés csupán a megfogalmazás eredetét és a szerzői jogokat jelzi, nem szolgál a cikkben szereplő információk forrásmegjelöléseként.